# دن اشباگ
دن اشباگ (انگلیسی: Dan Ashbaugh) ورزشکار اسکی آلپاین اهل ایالات متحده و از برندگان مدال طلای پارالمپیک است.

## جوایز
وی در مسابقات کشوری و بین‌المللی در مجموع برندهٔ ۳ مدال طلا شده است.